# Free Me (Emma Bunton)
Free Me è il primo singolo estratto dal secondo album della cantautrice britannica Emma Bunton, Free Me.
Pubblicato in Regno Unito il 26 maggio 2003 dall'etichetta discografica Polydor, circa dieci mesi prima della pubblicazione dell'album stesso, e il 4 gennaio 2005 negli Stati Uniti per la 19, la canzone ha subito raggiunto un altissimo airplay. Ha debuttato alla posizione numero cinque della classifica dei singoli inglese diventando il quarto singolo entrato tra le prime cinque posizioni della classifica britannica della cantautrice. Questo singolo ha inoltre raggiunto la posizione numero quattro della classifica Hot Dance Club Play statunitense. Il video musicale è stato girato a Rio de Janeiro e il regista era Tim Royes.
La canzone che ha dato il titolo al singolo è stata scritta dalla stessa cantante insieme a Helene Muddiman e Michael Peden e nella pubblicazione erano inserite anche le b-side Who the Hell Are You e Tomorrow.

## Tracce e formati
- UK CD 1

1. "Free Me" – 4:28
2. "Who the Hell Are You" – 3:20
3. "Free Me" (Full Intention's Freed Up Mix) – 7:08
4. "Free Me" (video)

- UK CD 2

1. "Free Me" – 4:28
2. "Tomorrow" – 3:56
3. "Free Me" (Full Intention's Sultra Mix) – 6:18

- US CD

1. "Free Me (Dr Octavo Seduction Remix)" – 3:38
2. "Free Me (Dr Octavo Club Remix" – 8:16
3. "Free Me" (Dr Octavo Instrumental) – 3:38

## Classifiche
| Classifica (2003)                  | Posizione |
| ---------------------------------- | --------- |
| Classifica britannica              | 5         |
| Classifica irlandese               | 17        |
| U.S. Billboard Hot Dance Club Play | 4         |